# TechWave
TechWave（テックウェーブ）は、国内外のインターネット事情やITベンチャー企業の動向を取り扱っている日本のブログサイト。2010年にライブドア社と湯川鶴章によって開設された。2013年1月に増田真樹が編集長に就任。2016年12月、運営母体株式会社テックウェーブを設立。

## 主なライター一覧
- 増田真樹（編集長）